# Ronald Julião
Ronald Odair de Oliveira Julião (* 16. Juni 1985 in Caieiras) ist ein brasilianischer Leichtathlet, der sich auf den Diskuswurf spezialisiert hat, aber auch im Kugelstoßen Erfolge verzeichnen konnte.

## Sportliche Laufbahn
Erste internationale Erfahrungen sammelte Ronald Julião im Jahr 2002, als er bei den Leichtathletik-Jugendsüdamerikameisterschaften in Asunción mit einer Weite von 16,80 m mit der 5-kg-Kugel die Bronzemedaille gewann. Im Jahr darauf gewann er bei den Juniorensüdamerikameisterschaften in Guayaquil mit 56,36 mit dem leichteren Diskus die Silbermedaille und belegte im Kugelstoßen mit 16,83 m den sechsten Platz. Anschließend erreichte er bei den Panamerikanischen Juniorenmeisterschaften in Bridgetown mit 54,93 m Rang vier im Diskuswurf und wurde mit der Kugel mit 16,29 m Elfter. 2005 nahm er erstmals an den Südamerikameisterschaften in Cali teil, erreichte dort im Kugelstoßen mit 16,97 m Rang sechs und gewann mit dem Diskus mit einer Weite von 56,51 m die Bronzemedaille hinter den Argentiniern Jorge Balliengo und Marcelo Pugliese. Im Jahr darauf erreichte er bei den Ibero-Amerikanischen Meisterschaften in Ponce mit 16,89 m Rang acht im Kugelstoßen und gewann im Diskusbewerb mit 52,36 m die Bronzemedaille hinter dem Argentinier Balliengo und Héctor Hurtado aus Venezuela. Anschließend sicherte er sich bei den Südamerikameisterschaften in Tunja mit 57,02 m die Silbermedaille hinter Balliengo und trat auch im Kugelstoßen an, und warf dort außer Konkurrenz 15,95 m. Daraufhin gewann er bei den Jogos da Lusofonia in Macau mit 16,10 m die Bronzemedaille im Kugelstoßen hinter dem Portugiesen Marco Fortes und seinem Landsmann Gustavo Mendonça. Bei den U23-Südamerikameisterschaften, die im Zuge der Südamerikaspiele 2006 in Buenos Aires ausgetragen wurden, gewann er mit 55,13 m die Silbermedaille im Diskuswurf.
2007 klassierte er sich bei den Leichtathletik-Südamerikameisterschaften in São Paulo im Kugelstoßen mit 17,81 m auf dem fünften Platz und gewann im Diskusbewerb mit 56,53 m erneut die Silbermedaille, diesmal hinter dem Argentinier Germán Lauro. Anschließend nahm er erstmals an den Panamerikanischen Spielen in Rio de Janeiro teil und gelangte dort mit einem Stoß auf 17,31 m auf Rang zehn mit der Kugel und mit dem Diskus wurde er mit 54,36 m Sechster. Im Jahr darauf gewann er bei den Ibero-Amerikanischen Meisterschaften in Iquique mit 56,77 m die Bronzemedaille hinter dem Argentinier Balliengo und Pedro José Cuesta aus Spanien. Zudem erreichte er im Kugelstoßen mit 17,64 m Rang sechs. 2009 gewann er bei den Südamerikameisterschaften in Lima mit 18,19 m die Silbermedaille im Kugelstoßen hinter Lauro und im Diskuswurf gewann er hinter Lauro und Balliengo mit 54,97 m die Bronzemedaille. Anschließend sicherte er sich bei den Jogos da Lusofonia in Lissabon mit 17,63 m erneut die Bronzemedaille im Kugelstoßen hinter dem Portugiesen Fortes und Landsmann Mendonça. 2010 belegte er bei den Ibero-Amerikanischen Meisterschaften in San Fernando mit 18,57 m den sechsten Platz im Kugelstoßen und erreichte mit dem Diskus mit 57,91 m Rang fünf.
2011 siegte er bei den Südamerikameisterschaften in Buenos Aires mit neuem Meisterschaftsrekord von 62,72 m im Diskuswurf und belegte mit der Kugel mit einer Weite von 17,88 m den vierten Platz. Anschließend nahm er an der Sommer-Universiade in Shenzhen teil und verbesserte dort im Diskuswurf den brasilianischen Rekord auf 63,30 m, womit er hinter dem Esten Märt Israel und Przemysław Czajkowski aus Polen die Bronzemedaille gewann und im Kugelstoßen wurde er ebenfalls mit neuem Landesrekord von 18,78 m Neunter. Daraufhin gewann er bei den Panamerikanischen Spielen in Guadalajara mit 61,70 m die Bronzemedaille hinter dem Kubaner Jorge Fernández und Jarred Rome aus den Vereinigten Staaten und belegte im Kugelstoßen mit 17,94 m den neunten Platz. Im Jahr darauf gewann er bei den Ibero-Amerikanischen Meisterschaften in Barquisimeto mit 61,67 m die Silbermedaille hinter dem Argentinier Lauro und qualifizierte sich auch für die Teilnahme an den Olympischen Spielen in London, bei denen er mit 56,20 m aber nicht das Finale erreichte.
2013 nahm er erneut an den Studentenweltspielen in Kasan teil und siegte diesmal mit einer Weite von 63,54 m und belegte im Kugelstoßen mit 17,47 m Rang elf. Er nahm anschließend auch an den Weltmeisterschaften in Moskau teil, schied dort aber mit 59,36 m in der Qualifikation aus. Zuvor stellte er in San Diego mit 65,55 m einen neuen Landesrekord auf. Im Jahr darauf gewann er bei den Südamerikaspielen in Santiago de Chile mit 59,12 m die Silbermedaille hinter dem Kolumbianer Mauricio Ortega, ehe er bei den Ibero-Amerikanischen Meisterschaften in São Paulo mit 59,75 m die Bronzemedaille hinter dem Argentinier Lauro und Landsmann Felipe Lorenzon gewann. Auch beim Panamerikanischen Sportfestival in Mexiko-Stadt gewann er mit 59,40 m die Bronzemedaille hinter dem Kubaner Fernández und Jared Schuurmans aus den Vereinigten Staaten. 2015 gewann er bei den Südamerikameisterschaften in Lima mit 59,80 m die Silbermedaille hinter dem Kolumbianer Ortega und auch bei den Panamerikanischen Spielen in Toronto gewann er mit 64,65 m die Silbermedaille hinter dem Jamaikaner Fedrick Dacres, ehe er bei den Weltmeisterschaften in Peking mit 61,02 m in der Qualifikation ausschied. Anfang Oktober belegte er bei den Militärweltspielen im südkoreanischen Mungyeong mit 15,10 m im Kugelstoßen den zehnten Platz und wurde mit dem Diskus mit einer Weite von 56,88 m Neunter. 2016 siegte er bei den Ibero-Amerikanischen Meisterschaften in São Paulo mit einem Wurf auf 59,56 m und 2017 wurde er bei den Südamerikameisterschaften in Luque mit 55,89 m Vierter.
Von 2005 bis 2007, 2009 und von 2012 bis 2014 wurde Julião brasilianischer Meister im Diskuswurf sowie 2008 und 2009 im Kugelstoßen.

## Persönliche Bestleistungen
- Kugelstoßen: 18,78 m, 16. August 2011 in Shenzhen
  - Kugelstoßen (Halle): 17,94 m, 11. März 2011 in São Caetano do Sul
- Diskuswurf: 65,55 m, 27. April 2013 in San Diego ( brasilianischer Rekord)